# 峨眉鱊
峨眉鱊（学名：Acheilognathus omeiensis）为輻鰭魚綱鯉形目鱊科鱊屬的鱼类，是中国的特有物种。分布于四川峨眉山的溪流等，體長可達7.2公分，多见于山区溪流，雌性有一個產卵器，用於將卵產在雙殼類體內。幼崽會留在雙殼類動物中直到他們會游泳。该物种的模式产地在峨眉山。

## 扩展阅读
維基物種上的相關：峨眉鱊